# Campionati del mondo di atletica leggera 2023 - Lancio del disco maschile
La gara del lancio del disco maschile dei campionati del mondo di atletica leggera 2023 si è svolta tra il 19 e il 21 agosto 2023 al Centro nazionale di atletica leggera di Budapest, in Ungheria.

## Podio
| Pos.    | Atleta         | Nazionalità | Misura  |
| ------- | -------------- | ----------- | ------- |
| Oro     | Daniel Ståhl   | Svezia      | 71,46 m |
| Argento | Kristjan Čeh   | Slovenia    | 70,02 m |
| Bronzo  | Mykolas Alekna | Lituania    | 68,85 m |

## Situazione pre-gara

### Record
Prima di questa competizione, il record del mondo (RM) e il record dei campionati (RC) erano i seguenti.
| Record                | Prestazione | Atleta                     | Data                                   | Competizione  |
| --------------------- | ----------- | -------------------------- | -------------------------------------- | ------------- |
| Record mondiale       | 74,08 m     | Jürgen Schult Germania Est | 6 giugno 1986 Neubrandenburg, Germania |               |
| Record dei campionati | 70,17 m     | Virgilijus Alekna Lituania | 7 agosto 2005 Helsinki, Finlandia      | Mondiali 2005 |

### Campioni in carica
I campioni in carica, a livello mondiale e olimpico, erano:
| Campione | Atleta                | Prestazione | Data                                         | Competizione         |
| -------- | --------------------- | ----------- | -------------------------------------------- | -------------------- |
| Olimpico | Daniel Ståhl Svezia   | 68,90 m     | 31 luglio 2021 Tokyo, Giappone               | Giochi olimpici 2021 |
| Mondiale | Kristjan Čeh Slovenia | 71,13 m     | 19 luglio 2022 Eugene, Stati Uniti d'America | Mondiali 2022        |

### La stagione
Prima di questa gara, gli atleti con le migliori tre prestazioni dell'anno erano:
| Pos. | Atleta                  | Prestazione | Data                                           |
| ---- | ----------------------- | ----------- | ---------------------------------------------- |
| 1    | Kristjan Čeh Slovenia   | 71,86 m     | 16 giugno 2023 Jõhvi, Estonia                  |
| 2    | Daniel Ståhl Svezia     | 71,45 m     | 16 giugno 2023 Jõhvi, Estonia                  |
| 3    | Mykolas Alekna Lituania | 70,00 m     | 29 aprile 2023 Berkeley, Stati Uniti d'America |

## Risultati

### Qualificazione
Qualificazione: gli atleti che raggiungono i 66,50 m (Q) o le migliori 12 misure (q). Le qualificazioni si sono svolte il 19 agosto alle 19:09.
| Pos. | Gruppo | Atleta                | Nazionalità   | 1ª prova | 2ª prova | 3ª prova | Misura | Note                                     |
| ---- | ------ | --------------------- | ------------- | -------- | -------- | -------- | ------ | ---------------------------------------- |
| 1    | A      | Daniel Ståhl          | Svezia        | 64,58    | 68,91    | 64,99    | 66,25  | q                                        |
| 2    | A      | Mykolas Alekna        | Lituania      | 66,04    | x        | 63,99    | 66,04  | q                                        |
| 3    | B      | Kristjan Čeh          | Slovenia      | 65,95    | 65,18    | 65,29    | 65,95  | q                                        |
| 4    | A      | Traves Smikle         | Giamaica      | 65,71    | 64,32    | 64,30    | 65,71  | q                                        |
| 5    | B      | Lukas Weißhaidinger   | Austria       | 64,34    | 65,61    | 64,20    | 65,61  | q                                        |
| 6    | B      | Andrius Gudžius       | Lituania      | 65,50    | 64,57    | 63,68    | 65,50  | q                                        |
| 7    | B      | Fedrick Dacres        | Giamaica      | x        | 64,72    | 65,45    | 65,45  | q                                        |
| 8    | B      | Alex Rose             | Samoa         | x        | 65,26    | 63,74    | 65,26  | q                                        |
| 9    | B      | Matthew Denny         | Australia     | 61,70    | x        | 65,54    | 64,29  | q                                        |
| 10   | A      | Brian Williams        | Stati Uniti   | 63,85    | 61,42    | 61,09    | 63,85  | q,                                       |
| 11   | A      | Henrik Janssen        | Germania      | 61,96    | 62,97    | 63,79    | 63,79  | q                                        |
| 12   | B      | Connor Bell           | Nuova Zelanda | x        | 63,72    | x        | 63,72  | q                                        |
| 13   | A      | Lawrence Okoye        | Regno Unito   | x        | x        | 63,66    | 63,66  |                                          |
| 14   | B      | Turner Washington     | Stati Uniti   | 59,99    | 63,57    | 62,87    | 63,57  |                                          |
| 15   | A      | Sam Mattis            | Stati Uniti   | 62,55    | 63,43    | 60,57    | 63,43  |                                          |
| 16   | B      | Steven Richter        | Germania      | 63,37    | 62,13    | x        | 63,37  |                                          |
| 17   | B      | Daniel Jasinski       | Germania      | 62,54    | 63,36    | x        | 63,36  |                                          |
| 18   | A      | Philip Milanov        | Belgio        | 59,15    | 63,00    | x        | 63,00  |                                          |
| 19   | A      | Rojé Stona            | Giamaica      | 62,67    | x        | 61,69    | 62,67  |                                          |
| 20   | A      | Martynas Alekna       | Lituania      | 58,44    | 62,57    | 58,06    | 62,57  |                                          |
| 21   | B      | Simon Pettersson      | Svezia        | 62,53    | x        | x        | 62,53  |                                          |
| 22   | A      | Guðni Valur Guðnason  | Islanda       | 59,97    | x        | 62,28    | 62,28  |                                          |
| 23   | B      | Claudio Romero        | Cile          | 62,24    | 61,60    | x        | 62,24  |                                          |
| 24   | A      | Apostolos Parellis    | Cipro         | 61,94    | 62,10    | 60,86    | 62,10  | Miglior prestazione personale stagionale |
| 25   | B      | Oskar Stachnik        | Polonia       | 60,93    | 61,96    | 61,89    | 61,96  |                                          |
| 26   | A      | Martin Marković       | Croazia       | x        | 61,88    | 61,37    | 61,88  |                                          |
| 27   | A      | Victor Hogan          | Sudafrica     | 60,09    | 61,80    | x        | 61,80  |                                          |
| 28   | A      | Robert Urbanek        | Polonia       | 61,20    | 61,30    | x        | 61,30  |                                          |
| 29   | A      | Alin Firfirică        | Romania       | x        | 61,03    | x        | 61,03  |                                          |
| 30   | B      | Róbert Szikszai       | Ungheria      | 60,64    | x        | x        | 60,64  |                                          |
| 31   | A      | Moaaz Mohamed Ibrahim | Qatar         | 60,40    | 57,81    | 60,11    | 60,40  |                                          |
| 32   | A      | Lucas Nervi           | Cile          | 58,76    | 57,31    | 58,66    | 58,76  |                                          |
| 33   | B      | Mario Díaz            | Cuba          | 56,59    | 56,75    | 58,03    | 58,03  |                                          |
| 34   | B      | Yasiel Brayan Sotero  | Spagna        | 55,39    | 55,89    | 53,88    | 55,89  |                                          |
| 35   | B      | Juan José Caicedo     | Ecuador       | x        | x        | 55,78    | 55,78  |                                          |

### Finale
La finale si è svolta il 21 agosto alle 20:32.
| Pos.    | Atleta              | Nazionalità   | 1ª prova | 2ª prova | 3ª prova | 4ª prova | 5ª prova | 6ª prova | Misura | Note |
| ------- | ------------------- | ------------- | -------- | -------- | -------- | -------- | -------- | -------- | ------ | ---- |
| Oro     | Daniel Ståhl        | Svezia        | 63,01    | 66,58    | x        | 69,37    | 67,56    | 71,46    | 71,46  |      |
| Argento | Kristjan Čeh        | Slovenia      | 68,31    | 69,27    | x        | 67,89    | 66,69    | 70,02    | 70,02  |      |
| Bronzo  | Mykolas Alekna      | Lituania      | 65,23    | 67,08    | 64,37    | 68,85    | 68,07    | 68,07    | 68,85  |      |
| 4       | Matthew Denny       | Australia     | 66,39    | x        | x        | 68,24    | x        | 65,92    | 68,24  |      |
| 5       | Fedrick Dacres      | Giamaica      | 65,74    | 64,40    | 66,72    | x        | 63,89    | x        | 66,72  |      |
| 6       | Andrius Gudžius     | Lituania      | 65,95    | 66,16    | x        | x        | 63,98    | 66,13    | 66,16  |      |
| 7       | Lukas Weißhaidinger | Austria       | 63,57    | 65,19    | 62,85    | 65,20    | 65,54    | x        | 65,54  |      |
| 8       | Henrik Janssen      | Germania      | 62,97    | 63,80    | 63,77    | x        | x        | 62,27    | 63,80  |      |
| 9       | Brian Williams      | Stati Uniti   | 62,68    | 63,62    | x        |          |          |          | 63,62  |      |
| 10      | Connor Bell         | Nuova Zelanda | 63,23    | x        | 62,21    |          |          |          | 63,23  |      |
| 11      | Traves Smikle       | Giamaica      | x        | 61,90    | x        |          |          |          | 61,90  |      |
| 12      | Alex Rose           | Samoa         | x        | x        | 61,69    |          |          |          | 61,69  |      |